# 2023年パレスチナ・イスラエル戦争における戦争犯罪
ハマースによるベエリ虐殺の影響を受けたイスラエルの民家の様子。
2023年10月7日にイスラエル・ハマース戦争が勃発して以来、国際連合人権理事会はハマースとイスラエル国防軍の両者による戦争犯罪の"明白な証拠"を指摘している。国際連合イスラエル・パレスチナ紛争調査委員会は、イスラエルとガザでの最新の暴力の"戦争犯罪が犯された可能性が明白であり、国際法を犯し市民を標的にしたすべての者は責任を問われなければならない"と述べている。2023年10月27日、国際連合人権高等弁務官事務所のスポークスパーソンは、両者によって犯された戦争犯罪について独立した法廷が検討するよう呼びかけた。
国際刑事裁判所は、2014年6月以降のパレスチナ国内で犯されたとされる戦争犯罪を調査する権限が現在の紛争にも及ぶことを確認した。

## パレスチナの武装勢力によるもの
イスラエル、アメリカ、EU、UK、日本、カナダの政府は、ハマースをテロリスト組織と定義している。ただし、一部はこの定義に異議を唱え、ハマースはテロリストではないと主張している。
武装勢力に対する戦時国際法の適用は難しい問題であり、欧州評議会と赤十字国際委員会は、国際法が戦争とテロリズムを別個の法的カテゴリとして扱うと指摘している。"国際法"という用語は国家に適用されるが、反乱軍やテロリストの武装勢力にも適用される。反乱軍が合法と見なされたとしても、それは「正当な理由」の基準を満たす必要があり、「正当な手段」の原則に従わなければならない。ハマスおよびその戦闘員に関しては、「イスラエル占領地」と見なすものの、それでもなお「差別」「相応性」「軍事的必要性」の法的規則に従わなければならない。
2023年10月9日、Human Rights Watchは、ハマースの市民を標的にしたように見える攻撃、無差別な攻撃、および人質の取り方が戦争犯罪に当たると述べた。
2023年10月10日、国際連合人権高等弁務官事務所は、人質の取り方と人間の盾の使用が戦争犯罪であると述べた。国際連合人権高等弁務官フォルカー・テュルクは、武装勢力の「恐ろしい大量殺人」が国際法違反であると述べた。

### 虐殺

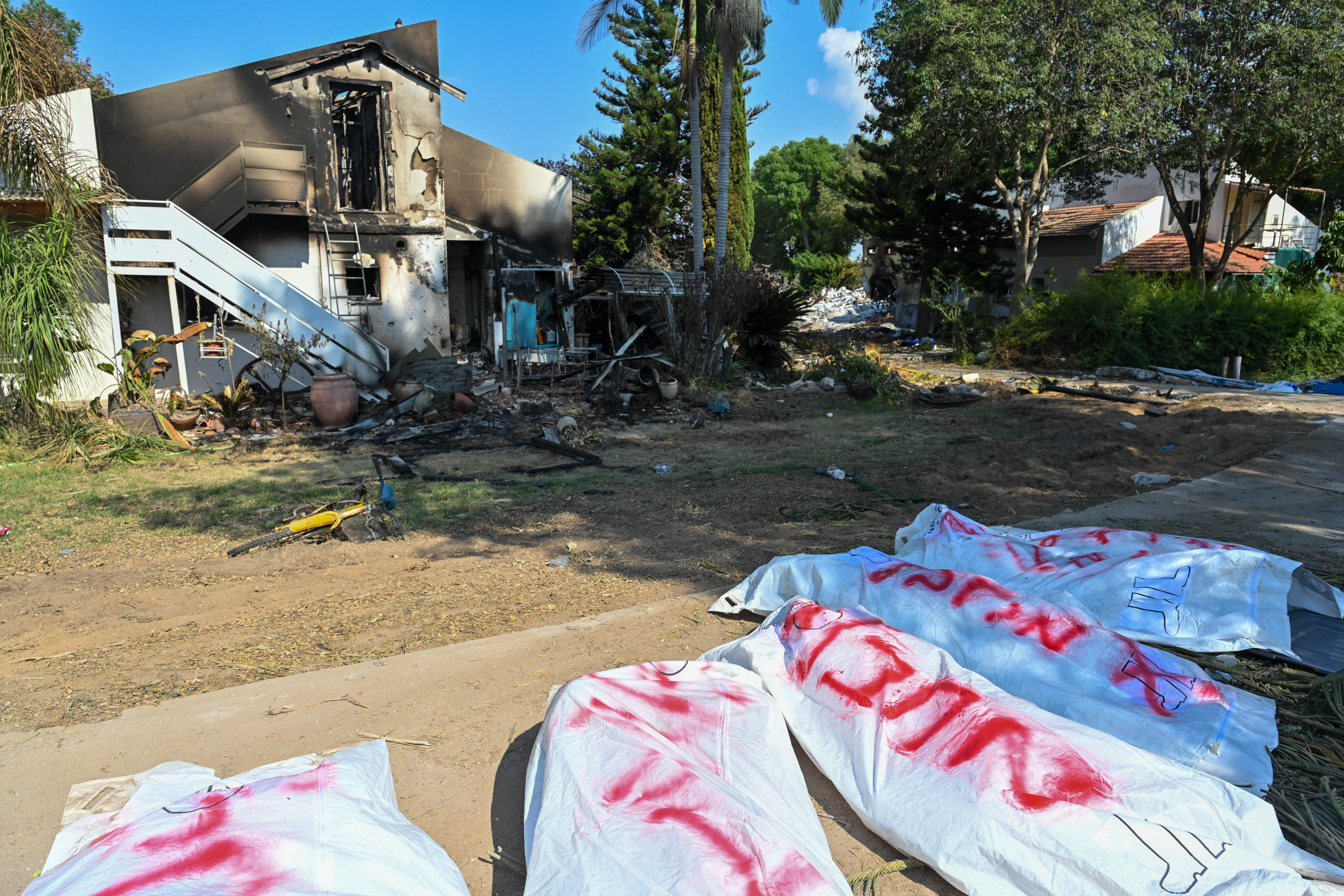
2023年10月9日、ガザ市のエルレマル地区に対するイスラエル軍の空爆による被害。

2023年10月12日、Jens David Ohlinは、ハマースの攻撃がローマ規程の第6条から第8条を侵害する可能性があると主張した。Ohlinは、攻撃が「大量虐殺の意図」を持っていると証明できれば、第6条を侵害するかもしれないと主張した。また、10月7日、自身の部隊が市民を虐殺している最中、ハマス政治局長のイスマイル・ハニーヤは、アル・アクサの洪水作戦の意図を「敵に対して一言だけ伝える。我々の土地から出て行け。我々の視界から消えろ。アル・クドス（エルサレム）の街とアル・アクサ・モスクから消えろ。もはやこの地でお前たちを見たくない。この地は我々のものだ。アル・クドスは我々のものだ。ここにあるすべては我々のものだ。お前たちはこの清らかで神聖な土地の異邦人だ。お前たちに安全な場所などない。」と述べた。
Ohlinによれば、武装集団が攻撃が組織的な「計画または政策」の一部である証拠がある場合、第7条を侵害するとされている。最後に、Ohlinは、武装集団が市民を殺害したことにより、第8条を侵害したと主張した。2023年10月7日、武装集団は市民を虐殺した。260人がレイム音楽祭で、112人がベエリで、73人がクファルアザで殺害された。被害者は焼身、切断、斬首の対象とされたと報じられている。
2023年10月15日、100人のイスラエルおよび国際法の専門家グループは、ソーシャルメディアに公開された動画が戦争犯罪を示していると主張した。 レエム音楽祭大虐殺では、ハマスの武装勢力が270人の市民を虐殺し、多くの人々が負傷した。彼らは逃げる人々や隠れている参加者を徹底的に射撃し、人質を取った。これは史上最大のコンサートに対するテロ攻撃となった。目撃者によれば、一部の捕らえられた女性がレイプされたと報告されている。
ビイリの虐殺では、約70人のハマース武装勢力が少なくとも130人を殺害した。これはビイリの人口の約10％に相当します。女性、子供、乳幼児も含まれている。侵入後、キブツ内で彼らは家から家へと移動し、住民を撃ったり捕まえたりした 。 

### 大虐殺の疑い
ハマースは、長らくイスラエルとそのユダヤ人人口に対するジェノサイドの野望を抱いていると考えられており、彼らの1988年の憲章にはユダヤ人を殺すよう呼びかける記述がある。2023年10月7日のイスラエル侵攻は、多くの学者によってこれらの野望を実現しようとしたものとして説明されており、100人以上の国際的な学者が、これらの行為が国際法上のジェノサイドの定義に該当する可能性が高いと述べており、「これらの広範でひどい行為は、ハマースによって明確に宣言された目標であるイスラエル国民を全体または一部破壊しようとする『意図』で実施されたように思われるため、おそらくはジェノサイドの国際的犯罪を構成するであろう。これはジェノサイド条約と国際刑事裁判所のローマ規程によって禁止されている」と述べている。
ジェノサイド・ウォッチを含む他の団体も、これらの主張を支持しており、「ハマスは単に彼らがイスラエル人であるためにイスラエル人を標的にした。これはホロコースト以来のユダヤ人に対する最悪の虐殺であった。イラン、ハマース、ヒズボラ、パレスチニアン・イスラム聖戦は、イスラエル国家を破壊するという彼らのジェノサイドの意図を表明している。ハマースによる虐殺はジェノサイドの行為である」と述べている。

### 人質の拘束
人質の誘拐は、ジュネーヴ諸協定の共通第3条の第1(b)に基づき、慣習国際人道法において非国際的武力紛争で禁止されており、国際刑事裁判所のローマ規程でも戦争犯罪として認識されている。人質の誘拐とは、人質の安全を条件として第三者に行動または行動を控えるよう脅迫することを定義している。人質は、積極的に敵対行動に参加していない市民や武装勢力の降伏または拘留されたメンバーを含む、敵対的行為に積極的に参加していない個人であることができる。
ハマスの攻撃中、約200人が武装勢力によって人質に取られた。ジュネーヴ諸協定によれば、人質の拘束は「重大な違反」とされている。イスラエルの民間住宅への空爆への応酬として、ハマースは10月13日に人質を処刑すると脅迫したが、これらの行動は実施されなかった。ハマースの攻撃中、約200人が武装勢力によって人質に取られた。ジュネーヴ諸条約によれば、人質を取ることは「重大な違反」とされている。イスラエルが市民の住居に対する空爆に対応して、ハマスは2023年10月13日に、事前の警告なしに家を爆撃するたびに1人の人質を処刑すると脅迫した。しかし、これらの行動は実行されなかった。ヒューマン・ライツ・ウォッチのイスラエル・パレスチナ部門ディレクター、オマー・シャキールは、人質を取る行為は正当な理由がない「極悪な犯罪」と断言した。

### 人間の盾
イスラエル国防軍は、ハマスが市民を人間の盾として利用していると主張している。この主張は、英国、米国、オーストラリア、および欧州委員会を含むイスラエルの同盟国から支持を受けている。イスラエル軍はさらに、武装集団が人質を人間の盾として利用していると主張した。 ヒューマン・ライツ・ウォッチは、人質や他の拘束された人物を人間の盾として利用することは違法であると指摘している。
全ての戦闘参加者、反乱軍を含むすべての者は、戦時法に拘束されている。ルイ・レネ・ベレスは、パレスチニアンの市民集団の中に軍事資産を配置することを国際法の下で明確に罰せられる犯罪として分類した。裏切りの行為は、第四次ジュネーヴ諸条約第147条で「重大な違反」とされ、ハーグ陸戦条約で禁止されており、軍事資産や人員を市民の集まる地域に配置することを禁止している。また、1977年の第I議定書は、裏切りに関する関連する禁止事項を含んでいる。これらの規制は、単に前述の条約によってではなく、国際司法裁判所規程第38条に示されているように、慣習的な国際法によっても適用される。これは、1949年の4つのジュネーヴ諸条約全てで共有されている。

#### 医療施設
戦時中、医療施設は保護されるべき対象物とされており、それらを軍事目的で使用することは戦争犯罪とされている。しかし、ハマスは病院や救急車などの医療施設を使用しているとされており、アル・シーバ病院の地下に大規模な指揮・統制センターを運営しているとの主張もある。アル・シーファ病院の在住医師であるガッサン・アブ＝シッタは、ハマスが病院を利用しているという主張を「とんでもない言い訳」と呼び、それを爆撃する口実だと述べた。イスラエル国防軍の主張に対し、ノルウェーの医師マッズ・ギルバートは、イスラエルは民間の医療施設を攻撃する歴史がありながら、それが軍事目的で使用されていたという実際の証拠を提供したことは一度もないと述べた。ハマスのヌフバ部隊員であるアメル・アブ＝アワシュによれば、ハマスの地下インフラの多くは病院の下にあり、イスラエルがそれらを攻撃しないようにそこに配置されているとのこと。アブ＝アワシュは、拘束されてイスラエル国防軍の尋問を受けている最中にこの主張をした。
2023年11月5日、ガザ侵攻中、イスラエル国防軍はハマス戦闘員がシェイク・ハマド病院から発砲する様子を映した動画を公開した。彼らはまた、イスラエル国防軍によるとハマスのトンネルネットワークに繋がるという地下施設への入口も示した。 これに対し、ハマスは国際連合に対し、病院を検査し、ハマスがロケットを発射するために使用しているというイスラエルの「虚偽の主張」を検証するための国際委員会を結成するよう要請した。 2023年11月6日、カタール政府のモハメド・エル・エマディ氏は、イスラエルの主張を非難し、それは「具体的な証拠や独立した調査なしに行われたものであり」、民間施設を標的にすることを正当化しようとする明白な試みだと述べた。

### ロケット弾による無差別攻撃
10月7日の攻撃では、少なくとも3,000発のロケットがイスラエルに向けられ、戦争が始まって以来、8,000発以上が発射された 。これらのロケット弾はテルアビブやエルサレムの周辺など、遠くまで到達した。Human Rights Watchは、これらのロケット攻撃を無差別と評している。これには、アシュケロンのバルジライ医療センターや子供発達研究所の小児施設など、医療施設への直接の攻撃も含まれている。人権団体や学者たちは、無差別なロケット攻撃を戦争犯罪として非難している。

### 少年兵
ハマスは児童兵士の使用および募集を行ったとされている。また、イランのイスラム革命防衛隊は、ハマスと共にイスラエルに対抗するために、子供を含む志願兵を募ろうとしている。16歳未満の子供の使用および募集は戦争犯罪に当たり、以前にはアムネスティ・インターナショナルなどの団体がハマスや他のパレスチナの武装グループに対し、武装活動におけるあらゆる形態の児童の使用や関与を即座に停止するよう求めていた。

### 性的暴行とレイプ
イスラエル軍の法医学チームによると、ハマースによる10月7日の攻撃の犠牲者の遺体には、複数の強姦や虐待の兆候が見られたとされる。軍の関係者は、複数の強姦事件や「重篤な虐待の症状」が報告されたと述べている。ハマースは虐待の申し立てを否定している。当時、イスラエル軍の関係者は報道陣に対し、写真や医療記録を証拠として提供していなかった。国際赤十字委員会によると、強姦や性的暴力は戦時中の戦争犯罪に該当する。

## イスラエル政府によるもの
イスラエル政府によっては、市民に対する行動に対する戦争犯罪の非難が数多くなされている。これらの非難は、ヒューマン・ライツ・ウォッチ、アムネスティ・インターナショナル、ビツァレム、国際連合特別報告者などから出ている。批評家たちは、バイデン政権がイスラエルの戦争犯罪に対して暗黙の了解を与えていると主張している。アントニー・ブリンケンは、バイデン政権がガザで何が起ころうとも「高い寛容度」を持っていると示唆した。10月27日、ホワイトハウスはイスラエルの行動に対して明確なレッドラインを設定していないと述べた。

### 無差別攻撃

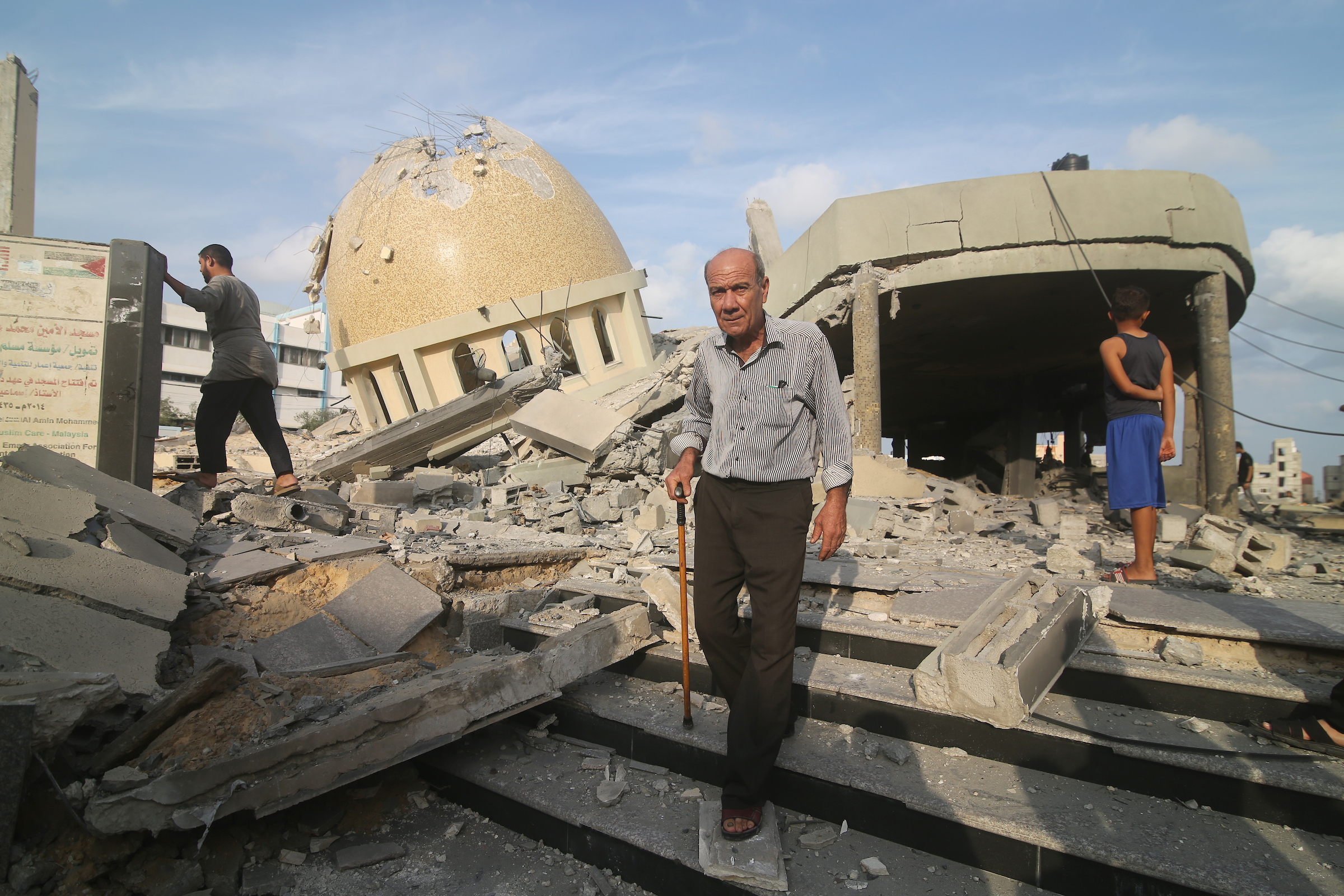
イスラエルの空爆により破壊されたモスク（ハーンユーニス、10月8日）

戦争の初週に、イスラエル国防軍（IDF）はガザ全域で6,000回以上の空爆を行い、3,300人以上の市民が死亡し、12,000人以上が負傷した。これらの攻撃は、病院、市場、難民キャンプ、モスク、教育施設、地域全体など、特に保護すべき場所に命中した。一群の国連特別報告者は、イスラエルの無差別空爆は「国際法において絶対に禁止され、戦争犯罪に当たる」と主張した。イスラエル軍の広報担当者であるダニエル・ハガリは、「強調すべきは被害であり、精度ではない」と述べた。
10月9日には、IDFはジャバリヤ難民キャンプの市場で大量の犠牲者を出す空爆を行った。この攻撃により60人以上の市民が死亡し、市場は広範囲にわたり被害を受けた。他の地域でのイスラエルの空爆の結果、避難民がキャンプに避難し、空爆時に市場は密集していた。同じ日に、IDFは人口密集地であるアル・シャティ難民キャンプに空爆を行った。パレスチナのメディアによれば、この空爆で多数の市民が犠牲になり、アル・ガルビ・モスク、ヤッシン・モスク、アル・スーシ・モスクを含む4つのモスクが衛星映像で破壊されたことが確認された。ローマ規程によれば、非国際的な紛争において礼拝の場を意図的に攻撃することは戦争犯罪であり、それが敵にとって有害な行為に使われていない限りである。アル・シャティ難民キャンプでの空爆は、パレスチナ保健省によって「地域全体への虐殺」と表現された。
2023年10月17日、IDFはアル＝マガジージ難民キャンプ内の4,000人の避難民が避難していたUNRWAの学校に空爆を行い、6人が死亡し、数十人が負傷した。UNRWAの総裁であるフィリップ・ラッザリーニはこの攻撃を「とんでもない」とし、「民間人の命を軽視するあからさまな無視の表れ」と非難した。
2023年10月19日、イスラエル空軍は、キリスト教徒とムスリムの数百人が避難していた聖ポルフィリウス教会に爆撃を行い（聖ポルフィリウス教会空爆）、16人が死亡した。エルサレムのギリシャ正教会はこれを「無視できない戦争犯罪」と非難した。
2023年10月24日、国際連合事務総長のアントニオ・グテーレスは、イスラエルが国際人道法の「明白な違反」を犯したと述べ、即時の停戦を求めた。
2023年11月1日、ジャバリヤ難民キャンプでの2回の空爆の後、国際連合人権高等弁務官事務所は、「我々はこれらが不均衡な攻撃であり、戦争犯罪に相当する可能性があるという重大な懸念を抱いている」と述べた。
2023年11月3日、イスラエルはアル＝シーファ病院の外で医療コンボイを爆撃し、それがハマスを狙っていたと主張した。これに対し、ヤニス・バルフォウキス氏は「たとえその救急車がハマスの首脳を乗せていたとしても、それを爆撃することはジュネーブ条約に違反する」と述べた。アントニオ・グテーレス国連事務総長は、この攻撃に対し「驚愕した」と述べた。

### 集団的懲罰
イスラエル軍による電力、食料、燃料、水道の封鎖など、2023年10月のガザ地区封鎖を含む複数の行動が、集団的懲罰として特徴づけられ、国際的および非国際的な武力紛争において禁止されている戦争犯罪である。具体的には、ジュネーヴ条約の第3条および追加議定書第2によって禁止されている。イスラエルの大統領であるアイザック・ヘルツォクは、ガザの住民を戦争の共同責任を問うと非難した。国境なき医師団インターナショナル会長であるクリストス・クリストゥは、ガザの数百万の市民が燃料と医薬品の封鎖によって「集団的懲罰」に直面していると述べた。タフツ大学の法学教授であるトム・ダネンバウムは、包囲命令が「戦争犯罪であり、国際人道法違反である」と述べた。2023年10月25日、オックスファムはイスラエルが「戦争の手段としての飢餓」を使用しており、ガザが「全世界の前で集団的に懲罰されている」と述べた。ユーロ-地中海人権モニターは、ガザ地区の市民に対する飢餓戦争としての状況を述べ、困難な生活状況を悪化させるために行われており、北部地域への食糧供給を全て遮断し、工場、パン屋、食料品店、給水所、タンクを爆撃し、アンクレット全体で発電機や太陽光発電装置を標的にし、商業施設やレストランが最低限の作業を維持するために依存するものであるとした。また、イスラエルはガザの東の農地、小麦倉庫、漁師の船、およびUNRWAに属する救援組織のセンターを標的にした。その結果、ガザの子供の90%以上が栄養失調、貧血、免疫力の低下など、様々な健康問題に苦しんでいる。イスラエルによるガザ地区への封鎖の一環として、すべての水道が遮断された。ベルリンルールの第51条では、戦闘員は水や水のインフラを除去して死亡を引き起こすことや移動を強制することはできない。EUの外交官であるホセップ・ボレルは、イスラエルによる水道、電気、食料の供給停止は「国際法に適合していない」と述べた。2023年10月14日、UNRWAはガザがもはや清浄な飲料水を持っていないと発表し、200万人の人々が脱水症状で死亡の危険にさらされていると警告した。2023年10月15日、イスラエルは南ガザの一箇所に水の供給を再開したと発表し、移動を「奨励」すると述べた。ガザの支援活動を行う者たちは、水が利用可能でないと反論した。2023年10月16日までに、市民は生き残るために海水や下水が混じった水を飲んでいた。
『ザ・ニューヨーカー』のインタビューで、人権専門家のサリ・バシ氏は、イスラエルの公式が集団処罰を行っていることを公然と認めることの歴史的な特異性に言及した。10月18日、国際連合事務総長のアントニオ・グテーレス氏は、ハマスの攻撃が「パレスチナ人民の集団処罰を正当化することはできない」と述べた。10月24日、ヒューマン・ライツ・ウォッチは、イスラエルがガザに燃料や水の供給を拒否したことを戦争犯罪と非難した。10月29日、カリム・アフマド・カーン氏は、イスラエルがガザへの援助を妨げることが国際刑事裁判所の管轄下で犯罪になり得ると述べた。

### 医療の中立性

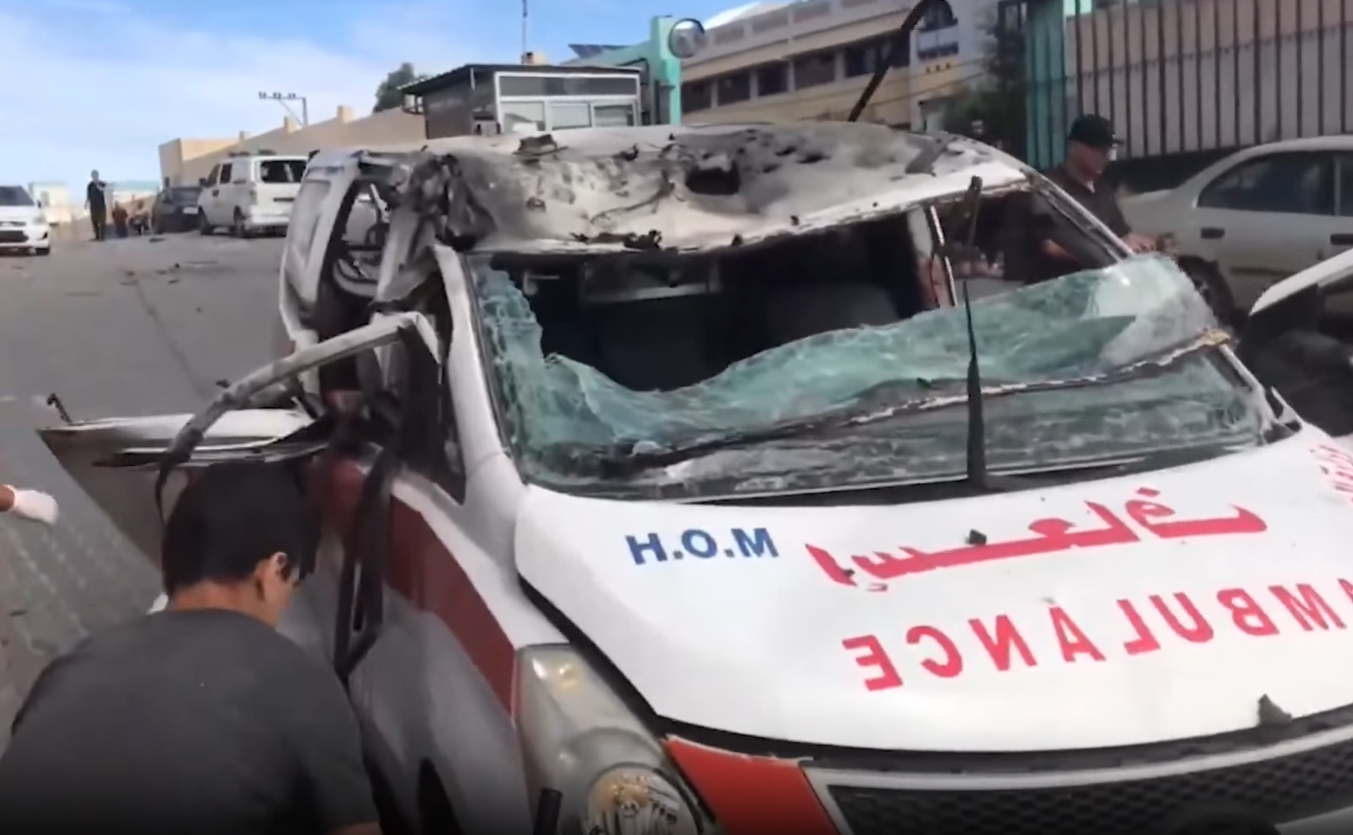
イスラエルによる空爆で破壊されたパレスチナ赤新月社の救急車。

イスラエルはジュネーヴ条約における戦争犯罪であるとされる、医療の中立性の原則を破ったとされている。ガザの当局によれば、イスラエル国防軍は意図的に救急車や医療施設を空爆したという。パレスチナ赤新月社は声明で、「この戦争犯罪に対する責任追及」を求めた。国際赤十字社・国際赤新月社連盟、国際連合パレスチナ難民救済事業機関、国境なき医師団は、自身の医療スタッフの死亡を報告した。10月14日、世界保健機関は、医療従事者の殺害や医療施設の破壊は「市民に対する基本的な人権である命を救う権利」を否定し、国際人道法によって禁止されていると述べた。10月17日、WHOは51の医療施設がイスラエルによって攻撃されたと述べた。11月4日、ガザ保健省は105の医療施設が意図的にイスラエル軍によって標的にされたと述べた。
ガザの関係者によると、イスラエル国防軍は救急車や医療施設を空爆することで意図的に狙っていたという。パレスチナ赤新月社は、イスラエルがガザ北部の第二の大きな病院であるアル・クドゥス病院の周辺に直接空爆を行い、施設の避難を強制しようとしたと非難した。世界保健機関（WHO）は、その病院の避難が不可能であると述べた。CNNによれば、南に避難した者たちでさえ安全ではなかったという。2023年10月30日、ガザ南部に位置するトルコ・パレスチナ友好病院が「直撃」を受け、損害と負傷者が発生した。
2023年11月3日、アル＝シفァ病院から出発した15〜20人の重症患者を運ぶ救急車の車列にイスラエルの空爆が起きた。イスラエル軍はこの空爆を認め、救急車のうち1台が「ハマスのテロリストセル」によって使用され、彼らの位置に近づいていたと主張した。以前の数週間、イスラエルはアル＝シフア病院には隠された極秘の地下指揮統制センターがあるとするアニメーションビデオを公開していた。これに対し、ハマスはイスラエルが病院への軍事攻撃を先んじて阻止するために「既製の」証拠を使用していると述べ、これを断固拒否した。 戦争法は、そのような目的で使用される医療施設に限られた保護を提供する。

### 強制退去
10月13日、イスラエル軍は北ガザ地区から110万人を避難させるよう命令した。これは、市民とその中に潜んでいる武装勢力を分離する必要があるという理由で行われた。また、戦争終結後に住民が帰還することが許可されると述べられている。ガザの関係者は当初、住民に対しこの命令を無視するよう求めた。ガザ地区内務大臣は、「再び私たちを私たちの土地から追い出そうとしている」と主張した。このイスラエルの避難命令は、強制移送として、ヤン・エーゲラン氏（オスロ合意に関与したノルウェーの外交官）によって特徴付けられた。エーゲラン氏は、「何十万人もの人々が命を逃れている—それは避難と呼ぶべきものではありません。北ガザ全域からの人々の強制転送であり、ジュネーブ協定によれば戦争犯罪である」と述べた。国連特別報告者フランチェスカ・アルバネーゼ氏は、ガザでの大規模な民族浄化を警告した。イスラエルの歴史家ラズ・セガル氏は、これを「ジェノサイドの教科書的な例」と評した。この行動は、国連、国境なき医師団、ユニセフ、およびIRCによって非難された。

### 白リン弾

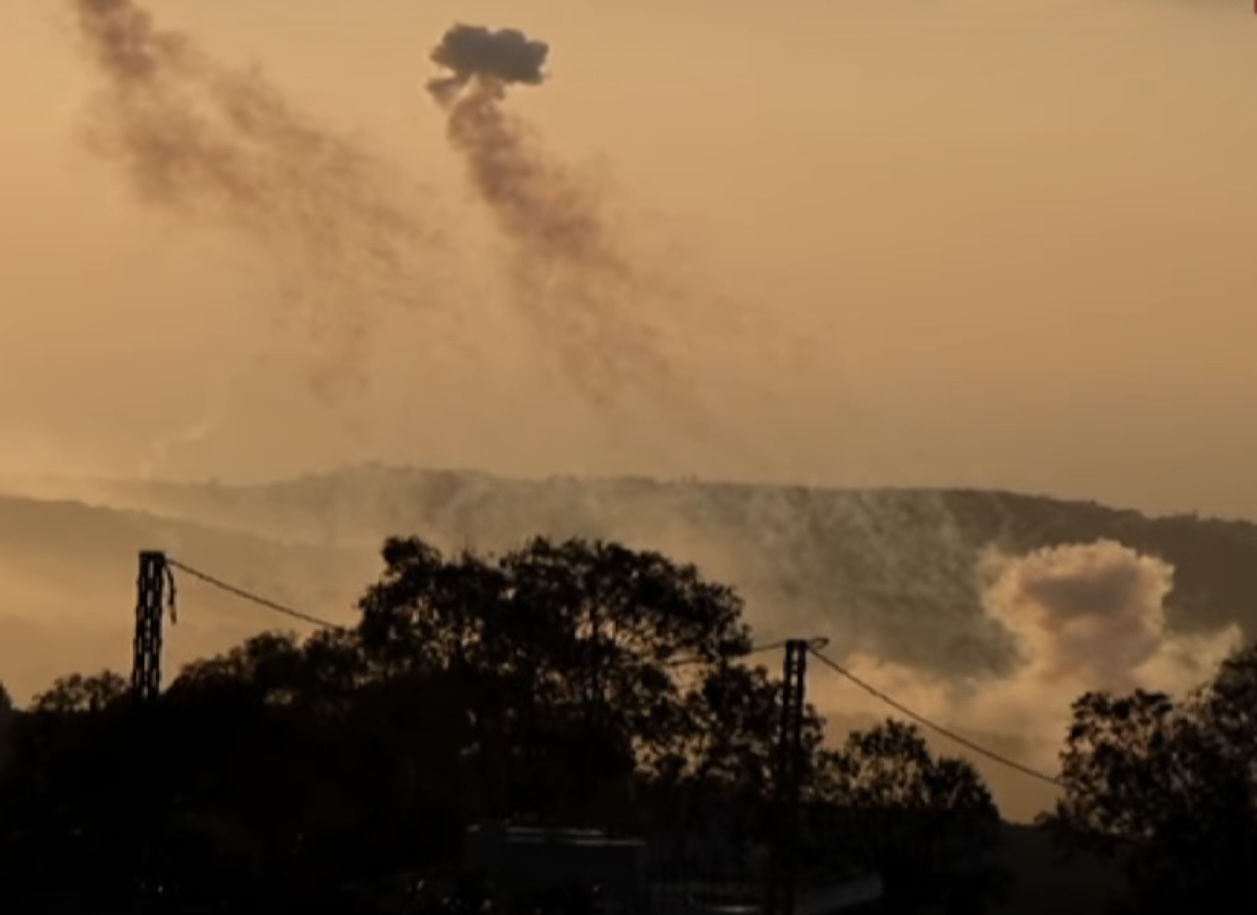
レバノン南部での白リン弾の使用（2023年10月16日）

ヒューマン・ライツ・ウォッチとアムネスティ・インターナショナルのクライシス・エビデンス・ラボは、ガザとレバノンにおけるイスラエル軍の部隊が白リン弾を使用した証拠を公開した。イスラエルはこの報告を否定し、「断固として誤りだ」と述べた。白リン弾は、特定の目的（煙幕の作成、照明の生成、目標のマーキングなど）で戦場で使用が許可されている。これらの正当な目的のために国際的な条約で化学兵器として禁止されていない。
白リンは、煙幕、照明、および発火性の兵器に使用され、大気中の酸素にさらされると発火する。接触すると、重篤な傷害を引き起こし、多臓器不全を引き起こす可能性があり、軽度の火傷でも致命的である場合があります。白リンは発火性兵器と見なされ、特定の一部の通常兵器に関する条約の第IIIプロトコルは、市民の間にある軍事目標に対する使用を禁止している。ただし、イスラエルはこのプロトコルには署名していない。ヒューマン・ライツ・ウォッチによれば、白リンの使用は、「人口密集した都市部でのエアバースト時には不法に無差別であり、家屋を焼失させ、市民に極端な害を与える可能性がある」とされ、「国際人道法における市民への損害と生命の喪失を避けるためのすべての合理的な措置を講じる」という要件に違反すると述べている。アムネスティ・インターナショナルの武器調査官であるブライアン・カストナーによれば、この特定のケースが戦争犯罪に該当するかは、「この攻撃の意図された目標と使用目的にかかっており」、「一般的には、市民と軍隊を区別しない攻撃は戦争法の違反である可能性がある」と述べている。10月31日、アムネスティ・インターナショナルは調査の結果、10月16日に行われたイスラエルの白リン攻撃が無差別で違法であり、「戦争犯罪として調査される必要がある」と述べた。これは、少なくとも9人の市民が負傷したレバノンの人口の多い町Dhayraでの使用によるものである。
11月2日、アムネスティ・インターナショナルは、10月10日、11日、16日、17日の4つの事件についての調査結果を発表し、イスラエルが白リン兵器を使用したことを明らかにした。11月9日、レバノンは、イスラエルの白リン弾がレバノン南部の450万平方メートル以上の森林を破壊し、経済的損失は2000万ドル近くに上ったと発表した。12月11日、『ワシントン・ポスト』紙は10月に使用された白リン弾は、アメリカ軍から供給されていたものであることが明らかにした。

### 拘留者の虐待と性的屈辱
映像証拠が浮上し、これは「民間人の保護に関する国際法に明白な違反である」とされている。イスラエルの兵士たちが、ユッタ（ヘブロン）での拘留者を取り囲み、イスラエルの兵士たちによって引きずられ、襲撃される映像が示された。多くの拘留者は性的屈辱の一環として裸にされ、両腕と両足を拘束され、銃の銃床で殴打され、踏みつけられていた。別の映像では、イスラエルの兵士がアップロードしたもので、目隠しと拘束されたパレスチナ人が地面にひざまずいています。兵士はアラビア語で「صباح الخير يا قحبة」（おはよう、娼婦）と彼に挑発し、繰り返し蹴り、つばを吐きかけた。

### 海外の反応
世界中の政府関係者は、イスラエルの戦争犯罪に批判的だった。トルコの大統領レジェップ・タイイップ・エルドアンは、イスラエルが戦争犯罪を犯す中で西側諸国を非難した。コロンビアの大統領グスタボ・ペトロは、イスラエルのキャンペーンを「虐殺」と表現した。エジプトの大統領アブデル・ファッターハ・アル＝シシおよびヨルダンのアブドゥッラ王も、ガザへの「集団的な処罰」を非難した。アイルランドの大統領マイケル・D・ヒギンズは、アル＝アフリ病院の爆発を戦争犯罪として調査するよう求めた。チリの大統領ガブリエル・ボリックは、イスラエルのガザ市民への「集団的な処罰」を非難した。南アフリカの大統領シリル・ラマポーザは、ガザへの集団的な処罰を非難した。ブラジルの大統領ルイス・イナシオ・ルラ・ダ・シルバは、「これは戦争ではなく、虐殺だ」と述べた。キューバの大統領ミゲル・ディアス・カネルは、イスラエルの行動がジュネーブ条約に違反していると述べた。
中国外務大臣王毅は、イスラエルがガザを集団的に処罰していると述べた。インドネシア外務大臣レトノ・マルスディは、イスラエルのガザでの行動を人道に対する犯罪と表現した。モルディブの外務大臣アブドゥッラ・シャヒドは、北ガザ撤退が「強制移送の戦争犯罪」となり得ると警告した。イラン外務大臣ホセイン・アミルアブドラヒアンは、これらの出来事を虐殺と人道に対する犯罪と呼んだ。ロシア外務大臣セルゲイ・ラブロフは、イスラエルの「無差別」な力行使を批判し、この紛争が「何十年、もしくは何世紀にもわたる危機を引き起こす可能性がある」と述べた。シリア外務大臣ファイサル・メクダッドは、イスラエルの行動を虐殺と表現した。9つのアラブ諸国（アラブ首長国連邦、ヨルダン、バーレーン、サウジアラビア、オマーン、カタール、クウェート、エジプト、モロッコ）の外務大臣は共同声明で、イスラエルの行動を集団的な処罰と表現した。オマーンの外務大臣サイイド・バドル・アルブサイディは、ガザでのイスラエルの行動について戦争犯罪の調査を求めた。
スペイン社会権相アイオネ・ベラーラはEUと米国を非難し、「イスラエルの戦争犯罪に加担している」と述べた。ベラーラはさらに、ガザ地区での虐殺を理由に、イスラエルを国際刑事裁判所に提訴するよう求めた。ブラジル大統領ルイス・イナシオ・ルーラ・ダ・シルバ率いる労働者党は、イスラエルのガザでの行動を公式に虐殺と分類した。米国当局者は、イスラエルが市民の死亡を「避けられない」と主張し、それを広島・長崎への原子爆弾投下を例に挙げたことに驚きを示した。

### 大虐殺の疑惑
2023年10月17日、戦争開始から10日後、国際法とジェノサイドの専門家880人が公式声明に署名した。"国際法、紛争研究、ジェノサイド研究の専門家として、私たちはイスラエル軍がガザ地区のパレスチニアンに対してジェノサイドの犯罪を行っている可能性に警鐘を鳴らさざるを得ない。"と述べている。この声明では、国際連合のジェノサイド予防および保護の責任に関する事務局や国際刑事裁判所の検察官に対し、「直ちに介入し、必要な調査を行い、パレスチニアンの人口をジェノサイドから保護するために必要な警告手続きを行うように」と求めている。
2023年10月19日、2023年ハマス・イスラエル戦争の最中、市民社会の団体100団体と6人のジェノサイド専門家が国際刑事裁判所の検察官であるカリム・カーン氏に宛てて、すでに提出されている事件についてイスラエルの関係者に逮捕状を発行するよう求め、2023年10月7日以降にパレスチニアン地域で犯された新たな犯罪、ジェノサイド扇動を含む、を調査するよう要請した。この手紙では、イスラエルの関係者が発言で「戦争犯罪、人道に対する犯罪、およびジェノサイドを犯す明確な意図を示唆し、パレスチニアンを非人間化する言語を使用している」と指摘されている。この文書に署名した6人のジェノサイド専門家は、ラズ・セガール、バリー・トラハテンバーグ、ロバート・マクニール、ダミアン・ショート、タナー・アクチャム、ヴィクトリア・サンフォードである。
同日、Center for Constitutional Rightsの弁護士たちは、イスラエルの戦術が「ガザのパレスチニアン人口を破壊するために計算されている」と述べ、バイデン政権に対して「米国の公式がイスラエルの進行中のジェノサイドを防止しない責任について、およびそれを奨励し物質的に支援することで関与している責任について問題にできる」と警告した。
2023年10月28日、クレイグ・モクヒバー氏は、ガザにおける戦争への国連人権高等弁務官事務所の対応に不満を持ち辞任した。辞任の手紙で、彼はイスラエルの軍事行動やパレスチニアンに対する一般的な行動を「お手本のような大虐殺」と評した。
イスラエルがガザの大学を破壊したことに対抗して、マウント・ロイヤル大学の社会学教授ムハナド・アイヤシュはイスラエルを認識殺人の罪で告発した。アイヤシュは、イスラエルは「歴史からパレスチナ人の存在を消去しようとしている。それには文化集団として、知識を生み出す人々の集団としてパレスチナ人を標的にすることも含まれる」と述べた。

### 報道関係者も標的に
2023年イスラエル・ハマス紛争における報道関係者への暴力2023年11月1日、国境なき記者団は、9人の報道関係者殺害に関する優先的な戦争犯罪捜査を国際刑事裁判所に求めた。
国境なき記者団（RSF）の調査によると(2024/05/13)、10月7日以降、ガザで107人のジャーナリストが殺害され、うち13人が女性だった。 「107人のうち22人（女性1人を含む）が、ジャーナリストとして活動中に殺害、もしくはジャーナリストであるという理由で特別に狙われた」とRSFのフィオナ・オブライエン英国支部長は説明する(VOICE)。